# Атанацкович, Александар
Александар Атанацкович (серб. Александар Атанацковић; 29 апреля 1920, Белград — 12 марта 2005, Белград) — югославский футболист, игравший на позиции левого полузащитника, призёр Олимпийских игр.

## Карьера

### Клубная
Свою клубную карьеру Александар начал в футбольном клубе «Югославия» в 1937 году.
После Второй мировой войны в 1946 году он возобновил карьеру в белградском «Партизане». В первом же сезоне Атанацкович стал чемпионом страны и получил вызов в национальную сборную. В составе «Партизана» он сыграл во всех турнирах (включая товарищеские матчи) 328 матчей и забил 99 голов, в том числе в чемпионатах Югославии — 110 матчей, 15 голов, стал двукратным чемпионом страны (1947, 1949) и двукратным обладателем Кубка.

### В сборной
Дебютный матч за сборную Югославии сыграл 29 сентября 1946 года против Чехословакии.
В 1948 году на Олимпийских играх в Лондоне Александар завоевал серебряную медаль в составе сборной Югославии по футболу, принял участие в четырёх матчах турнира.
Последний матч за национальную команду провёл 11 июня 1950 против Швейцарии, в этом же матче забил свой единственный гол за сборную.
В 1950 году Атанацкович был включен в состав сборной на чемпионат мира 1950 года в Бразилии, на турнире ни разу не вышел на поле.

### Тренерская
После завершения карьеры футболиста Атанацкович стал тренером и в сезоне 1954/55 тренировал «Раднички» из Ниша. На следующий сезон он вернулся в «Партизан» и работал в его тренерском штабе. В сезоне 1963/64 годов он был главным тренером футбольного клуба «Сараево». В августе 1964 года Александар вернулся в «Партизан» уже в должности главного тренера, но уже в декабре его сменил Марко Валок. Позже Атанацкович работал в «Будучности». Закончил карьеру тренера в 1981 году.

## Достижения
- ФК Партизан
  - Чемпион Югославии: 1946/47, 1948/49;
  - Обладатель Кубка Югославии: 1947, 1953/54.
- Сборная Югославии по футболу:
  - Летние Олимпийские игры 1948: 2-е место;
  - Чемпионат мира по футболу 1950: 5-е место.